# Sobral Pichorro
Sobral Pichorro est une Freguesia du Conselho de Fornos de Algodres District de Guarda de la région Centre du Portugal.

## Économie
Forte tendance agricole :
- Production d'huile d'olive avec la présence en quantité d'oliviers
- Élevage de Mouton, une demi douzaine de troupeaux à l'heure actuelle, on en comptabilisait une trentaine avant la fin du XXe siècle. Ces élevages participent à la production de lait dont est issu le Fromage O queijo da serra.

## Patrimoine
- Igreja de Nossa Senhora da Graça (Sobral Pichorro) ou Igreja Matriz de Sobral Pichorro

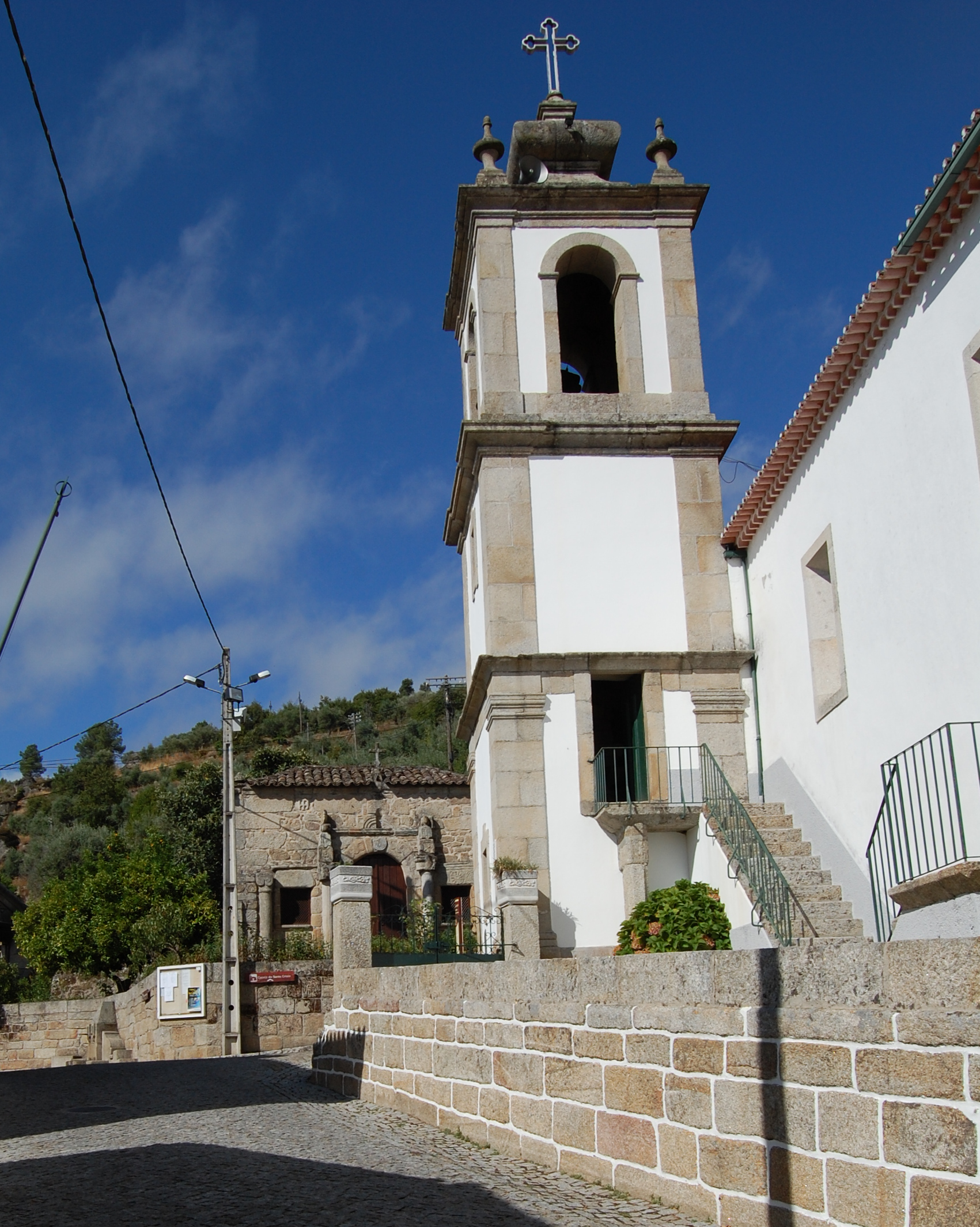
Santo Cristo et Nossa senhora da Graça

- Capela de Santo Cristo ou Capela do Senhor do Pé da Cruz

Monument Religieux du XIV / XVe siècle, style Roman, Gotique, Manuélin
- Capela dos Girões ou Capela do Seminário

Monument Religieux privé datant de la fin du XVIe siècle

## Galerie

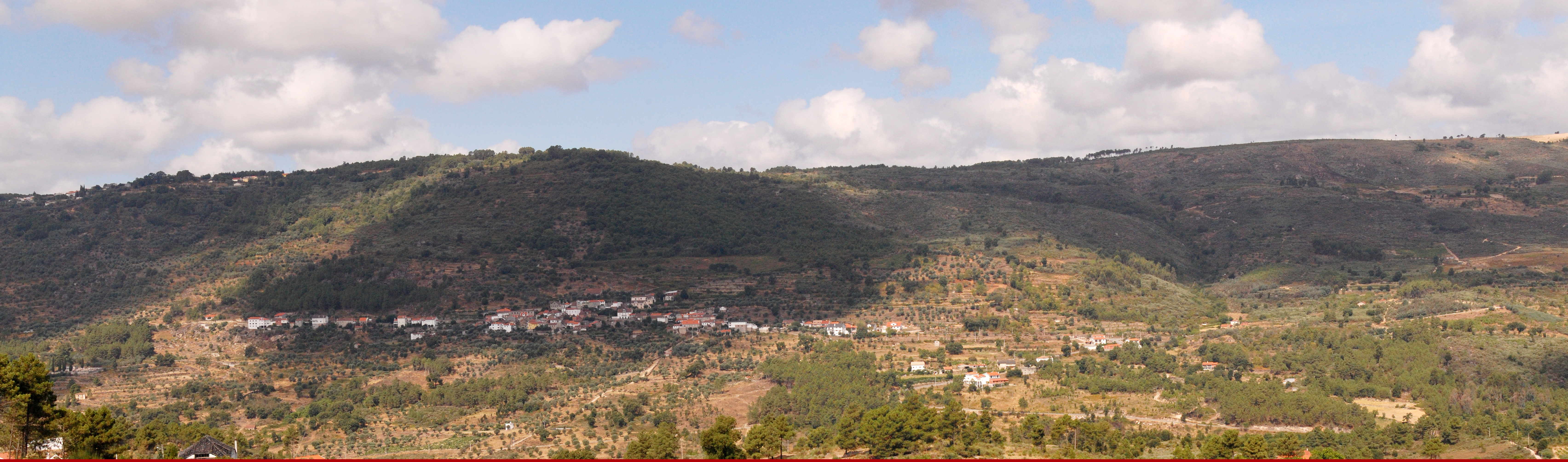
Vue Panoramique